# Пржиноваць
42°59′ пн. ш. 17°32′ сх. д. / 42.98° пн. ш. 17.53° сх. д.
Пржиноваць (хорв. Pržinovac) — населений пункт у Хорватії, у Дубровницько-Неретванській жупанії у складі міста Опузен.

## Населення
Населення за даними перепису 2011 року становило 33 осіб.
Динаміка чисельності населення поселення: